# 허리케인 샤크네이도
《허리케인 샤크네이도》(Sharknado: The 4th Awakens)는 미국에서 제작된 안소니 C. 페란트 감독의 2016년 액션, 모험, 코미디 영화이다. 이안 지어링 등이 주연으로 출연하였다. 이 영화는 미국에서 2016년 7월 31일 초연되었다.

## 출연

### 주연
- 이안 지어링
- 타라 레이드
- 마시엘라 루샤

### 조연
- 코디 린리
- 라이언 뉴먼
- 이마니 하킴
- 데이빗 핫셀호프
- 토미 데이비슨
- 셰릴 티그스
- 게리 부시
- 수잔 앤튼
- 신시아 베일리
- 안소니 C. 페란트